# Суперкупа на УЕФА 2017
Суперкупата на УЕФА 2017 е 42-рото издание на Суперкупата на УЕФА, ежегоден футболен мач между шампионите на двата главни европейски клубни турнири – Шампионската лига и Лига Европа. Двубоят противопоставя отборите на Реал Мадрид, носител на Шампионската лига и Манчестър Юнайтед, спечелил Лига Европа. Мачът се провежда на стадион Филип II Македонски в Скопие, Република Македония на 8 август 2017.

## Стадионът
Филип II Македонски е обявен за стадион на финала на 30 юни 2015, след решение на изпълнителния комитет на УЕФА в Прага, Чехия.

## Отборите
| Отбор             | Начин на класиране               | Предишни участия (удебелено обозначава победа) |
| ----------------- | -------------------------------- | ---------------------------------------------- |
| Реал Мадрид       | Спечелил Шампионска лига 2016/17 | 1998, 2000, 2002, 2014, 2016                   |
| Манчестър Юнайтед | Спечелил Лига Европа 2016/17     | 1991, 1999, 2008                               |

Отборите никога не са се срещали в турнира за Суперкупата, но са играли 10 пъти в официалните европейски турнири. Реал Мадрид имат 4 победи, 4 мача са завършили наравно, а Манчестър Юнайтед има 2 победи.

## Мач

### Детайли
| 8 август 2017 20:45 UTC+2 |

| Реал Мадрид           | 2 – 1  | Манчестър Юнайтед |
| --------------------- | ------ | ----------------- |
| Каземиро 24' Иско 52' | Доклад | Лукаку 62'        |

| Филип II Македонски, Скопие 30 421 зрители Съдия: Джанлука Роки |